# Александровск Сахалински
Александровск Сахалински (на руски: Александровск-Сахалинский) е град в Сахалинска област, Русия. Разположен е в западната част на остров Сахалин. Административен център е на Александровск-Сахалински район. Към 2020 г. населението му наброява 9125 души.

## История
Първите сведения за селище на мястото на днешния град са от 1862 г. През 1869 г. е създадено селско стопанство, което по-късно прераства в село Александровка. Сред японците то е известно под името Отчиши (на японски: 落石). През 1881 г. е създаден военен пост, който служи и като административен център за управлението на затворници и острова като цяло до Октомврийската революция. Антон Чехов живее за кратко тук през 1890 г., докато събира материали за книгата си „Остров Сахалин“.
През 1917 г. селището получава статут на град. По време на Руската гражданска война, той попада под контрола на адмирал Александър Колчак през 1918 – 1920 г., но след това е окупиран от японците до 1925 г. Те го наричат Ако-чо (на японски: 亜港町).
През 1926 г. градът е преименуван на Александровск Сахалински, за да се различава от останалите селища със същото име. Той е административен център на цялата Сахалинска област от 1932 до 1947 г. По време на съветската власт е голям въгледобивен център.

## Население
| 1897   | 1926   | 1931   | 1939   | 1959   | 1967   | 1979   |
| ------ | ------ | ------ | ------ | ------ | ------ | ------ |
| 3860   | 2748   | 8100   | 24 905 | 22 206 | 21 000 | 19 158 |
| 1989   | 2000   | 2005   | 2008   | 2012   | 2016   | 2020   |
| 19 166 | 15 800 | 12 200 | 11 400 | 10 327 | 9697   | 9125   |

## Климат
Климатът в Александровск Сахалински е умереноконтинентален. Средната годишна температура е 0.9 °C.
| Климатични данни за Александровск Сахалински | Климатични данни за Александровск Сахалински | Климатични данни за Александровск Сахалински | Климатични данни за Александровск Сахалински | Климатични данни за Александровск Сахалински | Климатични данни за Александровск Сахалински | Климатични данни за Александровск Сахалински | Климатични данни за Александровск Сахалински | Климатични данни за Александровск Сахалински | Климатични данни за Александровск Сахалински | Климатични данни за Александровск Сахалински | Климатични данни за Александровск Сахалински | Климатични данни за Александровск Сахалински | Климатични данни за Александровск Сахалински |
| Месеци                                       | яну.                                         | фев.                                         | март                                         | апр.                                         | май                                          | юни                                          | юли                                          | авг.                                         | сеп.                                         | окт.                                         | ное.                                         | дек.                                         | Годишно                                      |
| Абсолютни максимални температури (°C)        | 4,7                                          | 5,4                                          | 11,4                                         | 20,9                                         | 28,1                                         | 29,4                                         | 32,0                                         | 31,3                                         | 28,6                                         | 21,2                                         | 13,8                                         | 5,7                                          | 32,0                                         |
| Средни максимални температури (°C)           | −12                                          | −10                                          | −3,7                                         | 4,2                                          | 10,7                                         | 16,1                                         | 19,4                                         | 20,5                                         | 16,4                                         | 8,7                                          | −1,2                                         | −8,8                                         | 5,0                                          |
| Средни температури (°C)                      | −16,3                                        | −14,6                                        | −8                                           | 0,2                                          | 5,9                                          | 11,4                                         | 15,3                                         | 16,6                                         | 12,3                                         | 5,1                                          | −4,5                                         | −12,2                                        | 0,9                                          |
| Средни минимални температури (°C)            | −20,3                                        | −19                                          | −12,4                                        | −3,3                                         | 2,2                                          | 7,5                                          | 11,8                                         | 13,2                                         | 8,6                                          | 1,8                                          | −7,5                                         | −15,8                                        | −2,8                                         |
| Абсолютни минимални температури (°C)         | −41                                          | −37,3                                        | −34,2                                        | −25,9                                        | −8,9                                         | −2,4                                         | 0,5                                          | 1,5                                          | −2,5                                         | −15                                          | −26                                          | −36,9                                        | −41                                          |
| Средни месечни валежи (mm)                   | 38                                           | 28                                           | 31                                           | 29                                           | 48                                           | 38                                           | 54                                           | 92                                           | 97                                           | 97                                           | 61                                           | 63                                           | 677                                          |
| -------------------------------------------- | -------------------------------------------- | -------------------------------------------- | -------------------------------------------- | -------------------------------------------- | -------------------------------------------- | -------------------------------------------- | -------------------------------------------- | -------------------------------------------- | -------------------------------------------- | -------------------------------------------- | -------------------------------------------- | -------------------------------------------- | -------------------------------------------- |
| Източник: Погода и Климат                    |                                              |                                              |                                              |                                              |                                              |                                              |                                              |                                              |                                              |                                              |                                              |                                              |                                              |

## Икономика
Икономиката на града разчита главно на пристанището (най-старото и в миналото най-важното на остров Сахалин) и на добива на черни въглища в района. Произвеждат се хлебни и рибни продукти. Големи промишлени предприятия в града няма.

## Личности
- Игор Слуцки (р. 17 юли 1967) певец и композитор, шансониер, роден в града